# سفارة سلوفينيا في كندا
سفارة سلوفينيا في كندا هي أرفع تمثيل دبلوماسي لدولة سلوفينيا لدى كندا. تقع السفارة في وهي تهدف لتعزيز المصالح السلوفينية في كندا.

## وصلات خارجية
- الموقع الرسمي
- قائمة سفارات سلوفينيا
- قائمة السفارات في كندا